# Martina Zubčić
Martina Zubčić (n. 3 iunie 1989, Zagreb, Republica Socialistă Croația, RSF Iugoslavia) este o sportivă ce a reprezentat Croația, medaliată olimpică. A participat la o ediție a Jocurilor Olimpice (2008) în care a câștigat o medalie de bronz.

## Participări
Lista de mai jos prezintă principalele competiții la care a participat Martina Zubčić de-a lungul carierei.
- taekwondo at the 2008 Summer Olympics – women's 57 kg[*]